# Elgudscha Amaschukeli
Elgudscha Dawitis dse Amaschukeli (georgisch ელგუჯა დავითის ძე ამაშუკელი; * 22. April 1928 in Tiflis; † 10. März 2002) war ein sowjetisch-georgischer Bildhauer und Maler. Von 1981 bis 1996 war er Vorsitzender der Georgischen Vereinigung Bildender Künstler.

## Leben
Elgudscha Amaschukeli schloss 1955 ein Studium an der Staatlichen Akademie der Künste in Tiflis ab.
Seit 1996 war er korrespondierendes Mitglied der Abteilung für Linguistik und Literatur der Georgischen Akademie der Wissenschaften. 1985 wurde er Mitglied der Sowjetischen Akademie der Künste. Er entwarf U-Bahn-Stationen, schuf Mahnmale und Denkmäler in Georgien.
Elgudscha Amaschukeli verstarb am 10. März 2002 und ist auf dem Didube-Pantheon genannten Friedhof in Tiflis begraben.
Er schrieb zwei Bücher: Der Siebte Sinn (1981) und Kunstbriefe (1984).

Denkmal für die heldenhaften Segler (2018)

## Werke (Auswahl)
- 1958: Mutter Georgiens, Tiflis
- 1967: Denkmal für König Wachtang I. Gorgassali, Tiflis
- 1975: Denkmal für Niko Pirosmani, Tiflis[3]
- 1979: Denkmal für die heldenhaften Segler, Poti
- 1983: Denkmal für die Muttersprache "Wissensglocke", Tiflis
- 1994: Denkmal für König Dawit IV. der Erbauer, Kutaissi

## Auszeichnungen
- Staatspreis der Sowjetunion
- Schota-Rustaweli-Staatspreis (1965)
- Preis des Weltwettbewerbs in Sofia (1970)